# الکسیس دنیسوف
الکسیس دنیسوف (به انگلیسی: Alexis Denisof) بازیگر، آمریکایی متولد ۲۵ فوریه ۱۹۶۶ در سالسبری ، مریلند ، فرزند دکتر کریستینا تیلور و جرالد دنیسف است. او اصالتاً از روستاهای روسی، فرانسوی و ایرلندی است که در سه سالگی به همراه خانواده اش به سیاتل واشنگتن نقل مکان کرده است.
او بیشتر خاطر نقش وزلی ویندام-پریس در بافی قاتل خون‌آشام‌ها و آنجل، عشق، عروسی، ازدواج و شارپ شناخته شده است.